# Paweł Pawlikowski

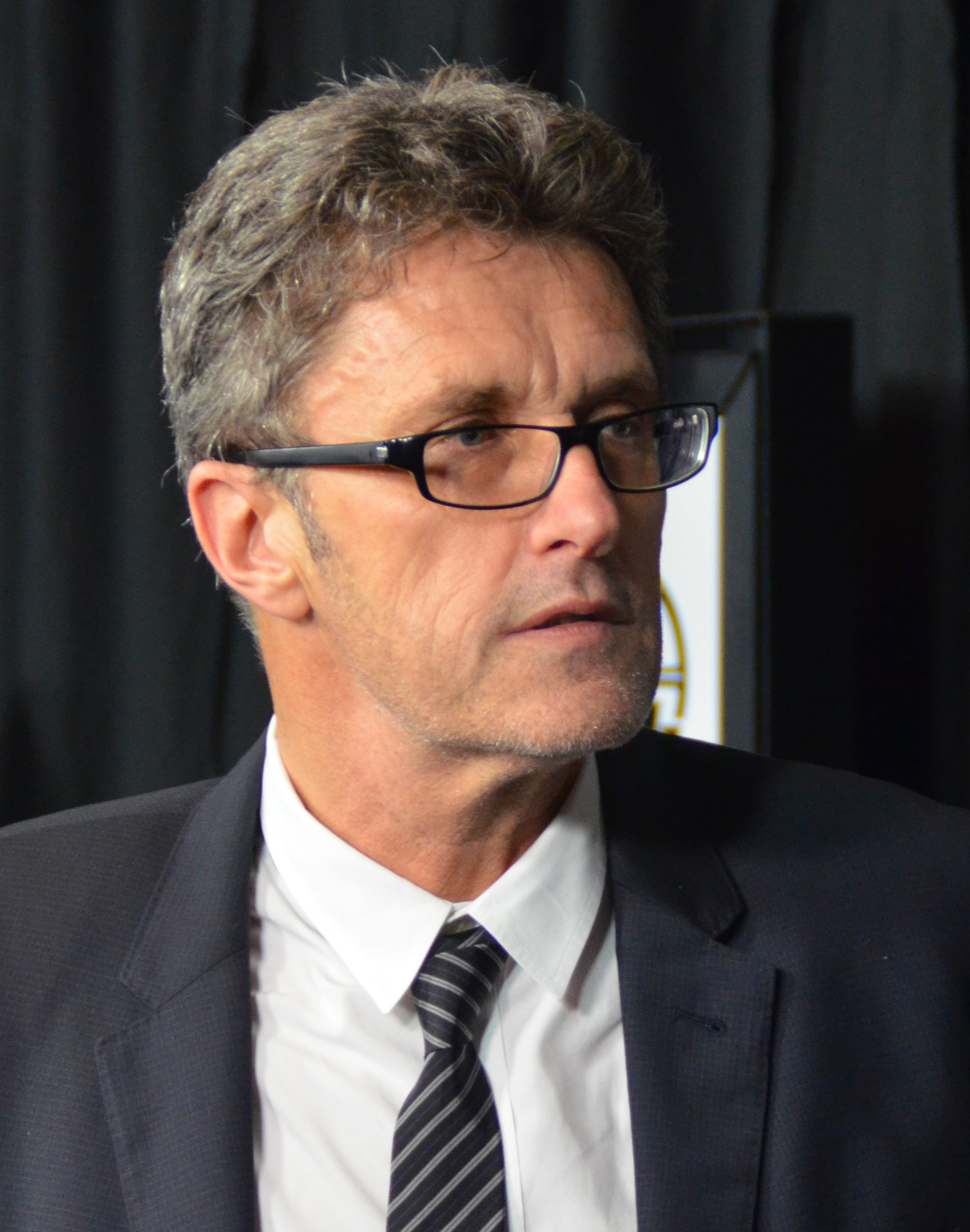
Paweł Pawlikowski, 2015.

Paweł Aleksander Pawlikowski, född 15 september 1957 i Warszawa, är en polsk filmregissör, verksam under större delen av sitt liv i Storbritannien.
Pawlikowski kom till England under 1970-talet. Han studerade litteratur och filosofi vid Oxford University och kom därefter att arbeta med dokumentärfilm.
År 2000 debuterade han som spelfilmsregissör med långfilmen Last Resort. Filmen togs emot väl av kritiker världen över och banade vägen för fler långfilmsprojekt, bland annat My Summer Of Love från 2004. År 2013 vann han priset för bästa film på London Film Festival med den polskproducerade filmen Ida. Paweł Pawlikowski har även skrivit manus till sina långfilmer.
För sin film Cold War (Zimna wojna) vann han regipriset vid filmfestivalen i Cannes 2018.

## Filmografi
- 1991 – From Moscow to Pietushki (TV)
- 1992 – Serbian Epics (TV)
- 1992 – Dostoevsky's Travels (TV)
- 1995 – Tripping with Zhirinovsky (TV)
- 1998 – Twockers
- 1998 – The Stringer
- 2000 – Last Resort
- 2004 – My Summer of Love
- 2011 – The Woman in the Fifth (La Femme du Vème / Kobieta z piątej dzielnicy)
- 2013 – Ida
- 2018 – Cold War